# مديرية غيل بن يمين

تعديل مصدري - تعديل

مديرية غيل بن يمين إحدى مديريات محافظة حضرموت في شرق اليمن. بلغ عدد سكانها 28120 نسمة عام 2004.

موقع مديرية غيل بن يمين في محافظة حضرموت

وتقسم إدارياً إلى عزلة واحدة بنفس اسم المديرية .

## القرى:
ريدة المعاره
ريدة الجوهيين
العليب
غيل بن يمين